# Kinder- und Jugendlichenpsychotherapie Verhaltenstherapie
Die Kinder- und Jugendlichenpsychotherapie Verhaltenstherapie e. V. (kurz KJPVT, bis 2020 Bundesvereinigung Verhaltenstherapie im Kindes- und Jugendalter, kurz BVKJ) ist eine gemeinnützige Berufsvereinigung von Kinder- und Jugendlichenpsychotherapeuten, ärztlichen Psychotherapeuten und psychologischen Psychotherapeuten, die sich für die verhaltenstherapeutische Versorgung von Kindern und Jugendlichen engagieren.

## Gründung
Der Verein wurde am 4. November 1998 im Rahmen eines Treffens von 20 Verhaltenstherapeuten aus dem Bereich der Kinder- und Jugendlichen-Psychotherapie gegründet. Die Therapeuten folgten einer Einladung der Psychologie-Professoren Udo B. Brack und Günter Esser, die damit eine Anregung der Deutschen Gesellschaft für Psychologie vom Mai 1998 umsetzten.

## Ziele
Das vorrangige Ziel der Berufsvereinigung ist es, die Verhaltenstherapie und Verhaltensmodifikation bei Kindern, Jugendlichen und ihren Bezugspersonen zu verbessern. Zu diesem Zweck fördert die KJPVT die Forschung und die Verbreitung von Forschungsergebnissen, den Austausch zwischen Wissenschaft und Praxis sowie die Aus- und Weiterbildung im Bereich der Verhaltenstherapie für das Kindes- und Jugendalter.

## Preisverleihungen
Seit 2003 verleiht die KJPVT Forschungspreise, seit 2013 auch Ehrenpreise. Die Forschungspreise werden im Zweijahresrhythmus vergeben und richten sich vor allem an Abschlussarbeiten wie Masterarbeiten, Dissertationen oder Diplomarbeiten.
Der Ehrenpreis wird unregelmäßig in Kongressjahren verliehen und ging bislang sowohl an Einzelpersonen als auch an Gruppen, wie beispielsweise Vereine. 
Im Jahr 2015 erhielt der Psychologe Günter Esser den Ehrenpreis in Form einer Bronzeskulptur, die einen impulsiven Jungen darstellt, „der kaum still sitzen kann, am liebsten aufspringen möchte und dadurch leicht in Schwierigkeiten gerät“. Die Skulptur mit dem Titel Der Impulsive wurde von Anna Skrabal geschaffen, einer Fachärztin für Kinder- und Jugendpsychiatrie und Psychotherapie sowie Künstlerin aus Klagenfurt. Im Jahr 2021 wurde das Team der Sendung mit der Maus für sein kontinuierliches Engagement für Kinder und Jugendliche mit dem Ehrenpreis ausgezeichnet.